# Ernst Stargardt
Ernst Stargardt (* 30. Dezember 1883 in Berlin; † 5. November 1954 in Oberursel) war ein deutscher Jurist und Politiker (CDU). Er war von 1946 bis 1950 Justizminister des Landes Brandenburg.

## Leben
Ernst Stargardt, als Sohn eines Juristen geboren, war bis 1920 selbst als Rechtsanwalt beschäftigt. Ab 1922 war er Staatsanwalt in Potsdam. Diesen Posten behielt er, obwohl seine Eltern Juden waren, auch nach 1933, da er im Ersten Weltkrieg an der Front gekämpft hatte und vor dem Weltkrieg als Beamter angestellt gewesen war. Stargardt war protestantischen Glaubens und engagierte sich in der Bekennenden Kirche. Auf Grund dessen und wegen seiner jüdischen Herkunft wurde er im Oktober 1935 trotzdem entlassen und musste sich in der Folgezeit als Privatlehrer über Wasser halten. Während des Zweiten Weltkriegs wurden viele seiner Verwandten in Konzentrationslagern getötet, seine Frau trug infolge von Zwangsarbeiten schwere gesundheitlichen Schäden davon.

## Politik
Stargardt war vor 1933 Mitglied der DNVP. Die Sowjetische Militäradministration setzte ihn am 3. Juli 1945 wieder in das Amt des Oberstaatsanwalts ein. Er war zu der Zeit außerdem auch Mitglied des CDU-Landesverbandes in Brandenburg. Stargardt war Mitglied der Vereinigung der Verfolgten des Naziregimes.
Stargardt wurde 1946 zum Justizminister von Brandenburg ernannt. Er gehörte dem „Ausschuss für Recht und Rechtspflege“ des Deutschen Volksrates an. In der fünften Sitzung dieses Ausschusses am 3. September 1948 beteiligte er sich zusammen mit seinem Parteifreund Reinhold Lobedanz (CDU) an der Diskussion und äußerte sich zur Verwirklichung der Vorschläge von Max Fechner zum Aufbau und zur Sicherung einer demokratischen Justiz in einem einheitlichen Deutschland.
Stargardt blieb als Justizminister im Land Brandenburg äußerst einflusslos. Das lag auch daran, dass sich seine Gesundheit rapide verschlechterte. Denn die Verfolgung durch die Nationalsozialisten hatte die Nachwirkungen seiner Kriegsverletzungen im Ersten Weltkrieg (er hatte eine 20-prozentige Kriegsbeschädigung davongetragen) verstärkt. Er wurde ab 1946 jährlich zur Kur geschickt und fiel 1948 sogar für mehrere Monate aus, die Geschäfte führte während seiner Abwesenheit Walther Hoeniger. Den Ministerposten behielt er offiziell noch bis August 1950. Im August 1950 flüchtete er aus der DDR nach West-Berlin.